# Obora (Basse-Silésie)
Pour les articles homonymes, voir Obora.
Obora est une localité polonaise de la gmina et du powiat de Lubin en voïvodie de Basse-Silésie.

## Histoire
De 1742 à 1945, Oberau fait partie de l'arrondissement de Lüben dans le district de Liegnitz au sein de la province de Silésie.